# Годонін
Годонін (чеськ. Hodonín ['ɦodoɲiːn], колись нім. Göding) — місто в Чехії, на південному сході Моравії, у Південноморавському краю, на річці Мораві. Адміністративний центр округу Годонін.
Розташовується в регіоні Моравська Словаччина. Транспортний вузол.

## Історія

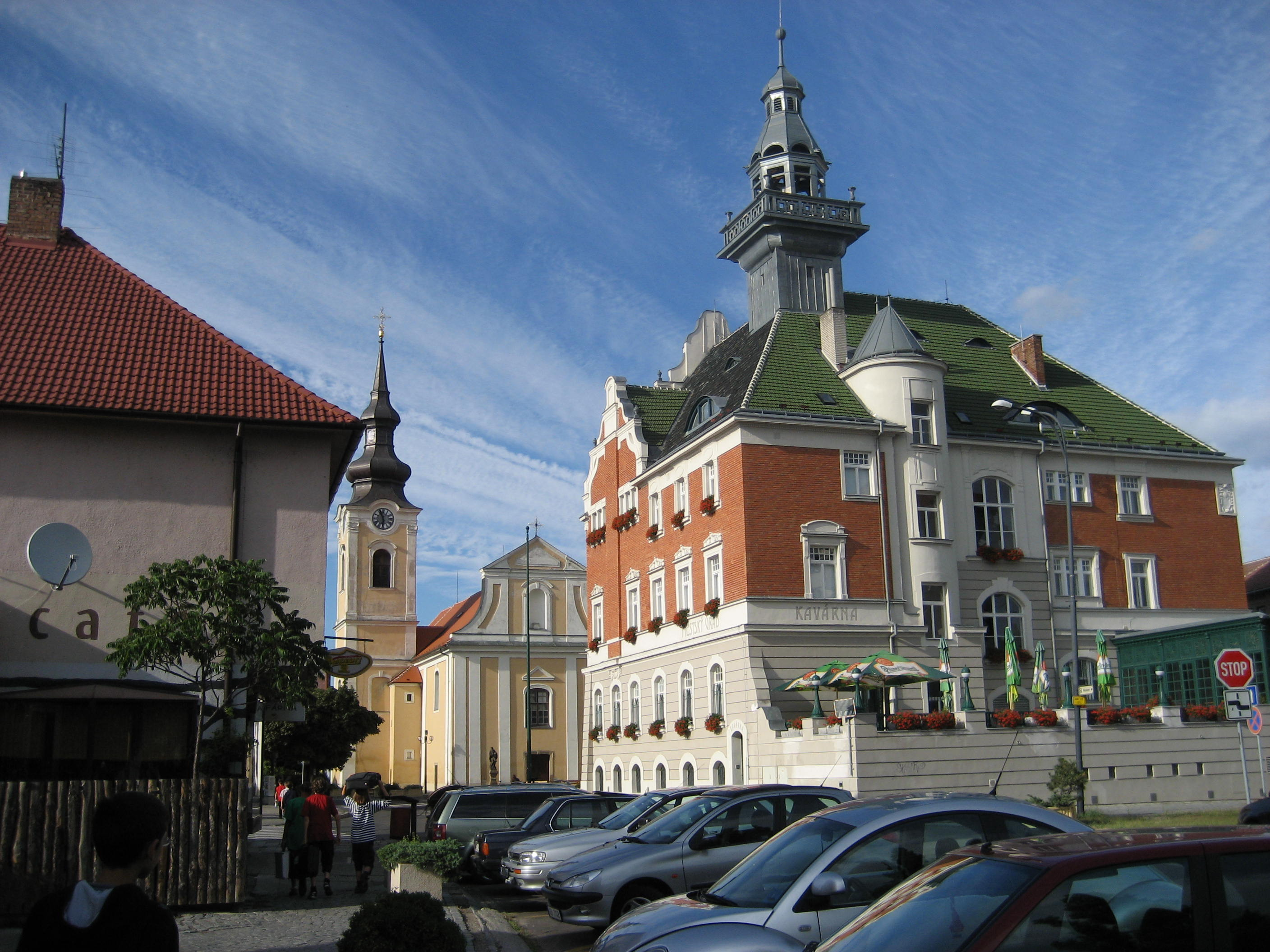
Центр міста

Перша згадка датується 1046 роком. З 1228 року має статус міста.
24 червня 2021 року торнадо, швидкість якого досягала 267—322 км/год, зрівняв із землею частину міста й частини прилеглих сіл — Лужиці, Грушки, Моравська Нова Весь і Мікулчиці.

## Відомі люди

### Уродженці Годоніна
- Томаш Гарріг Масарик (1850—1937) — перший президент Чехословаччини.
- Ондржей Мазух (нар. 1989) — чеський футболіст, центральний захисник «Дніпра» та національної збірної Чехії.
- Вацлав Недоманський (нар. 1944) — один з лідерів Збірної Чехословаччини з хокею в 1960—1970 роки, яка двічі виграла медалі зимових олімпіад та 9 разів медалі чемпіонатів світу (в тому числі золото чемпіонату світу в Празі, 1972 р.).